# 망상초등학교
망상초등학교는 대한민국 강원특별자치도 동해시에 있는 초등학교다.

## 학교 연혁
- 1941년 7월 22일 망상국민학교 부설 노봉간이학교 설립 인가
- 1943년 4월 30일 국민학교로 승격
- 1943년 7월 4일 개교
- 1988년 4월 1일 병설유치원 개원
- 1996년 3월 1일 망상초등학교로 개칭
- 2005년 3월 1일 특수학급(1학급) 신설
- 2011년 9월 1일 제29대 김용기 교장 취임
- 2014년 2월 14일 제66회 졸업식 거행(10명 졸업 / 누계 3,497명)
- 2014년 3월 1일 7(1)학급 편성